# 悪いこと
悪いこと（わるいこと）は、1992年4月 - 9月に深夜で放送された、フジテレビ・共同テレビ製作のテレビドラマ。
『世にも奇妙な物語』などの演出で知られる落合正幸が企画した、日常に潜む悪いことを書いたオムニバスドラマ。殺人や暴力による悪いことではなく、人間の心の奥底に潜む悪意をリアルに描き、ハッピーエンドの作品が一つもないことが特徴である。
後に『金曜エンタテイメント』枠で2時間スペシャルとして新作が放送された。後に『悪いこと2』という第2弾も製作されたがお蔵入りとなり、過去地方局の再放送枠などでしか放送されていなかったが、2010年12月1日にBSフジにて初の全国放送がなされた。
また、かつてこの作品には爆笑問題が出演していた。太田光は第6話『確率』に出演し、脚本も務めた。田中裕二は第10話『黙殺』に出演している。
ビデオ&DVDは未発売だが、2003年にCS放送・フジテレビ721・739で、SP版は2つとも2010年にBSフジで再放送された。

## スタッフ

### レギュラー
- 企画：清水賢治、石原隆
- プロデューサー：船津浩一（共同テレビ）、黒田徹也
- 監修：戸田山雅司
- 脚本：高山直也、小林竜雄、戸田山雅司、田渕久美子、阿部剛、ぜんとうひろよ、太田光、当摩寿史、田中一彦、伊藤正宏、矢添克、稲田好美、鈴木勝秀
- 演出：落合正幸、星護、土方政人、本広克行、小幡直正、鈴木雅之、佐藤祐市、当摩寿史
- 音楽：蓜島邦明
- タイトル演出：星護
- 技術協力：バスク
- 美術協力：フジアール
- 製作：フジテレビ、共同テレビ

### 金曜エンタテイメント 悪いこと
- 企画：清水賢治、石原隆
- プロデュース：森谷雄（共同テレビ）
- 脚本：鈴木勝秀、落合正幸、高山直也、小川智子
- 演出：落合正幸、鈴木雅之、土方政人
- 音楽：蓜島邦明
- 技術協力：バスク
- 美術協力：フジアール
- 製作：フジテレビ、共同テレビ

### 悪いこと2
- 企画：石原隆、鈴木吉弘
- 演出：落合正幸、小椋久雄
- 脚本：小川智子、高山直也、相沢友子、鈴木勝秀
- 協力：ベイシス、フジアール、バスク、古賀プロ
- プロデュース：船津浩一、森谷雄
- 制作：フジテレビ、共同テレビ

## サブタイトル・各回出演者

### レギュラー
1. 雨（1992年4月16日放送）
出演: 大杉漣、風祭ゆき
2. 盗む女（1992年4月23日放送）
出演: 大山薫、植田あつき
3. 銃声（1992年5月7日放送）
出演: 高杉亘、佐戸井けん太
4. 放課後（1992年5月14日放送）
出演：細川直美、岡田秀樹
5. 距離（1992年5月21日放送）
出演: 池田昌子、山口仁、森山周一郎
6. 確率（1992年5月28日放送）
出演：太田光、戸川京子、林家こぶ平
7. 表裏（1992年6月4日放送）
出演：大路恵美、加山由実
8. 歯医者（1992年6月11日放送）
出演: 中村れい子、中丸新将
9. 秘訣（1992年6月18日放送）
出演：螢雪次朗、中島久之、未來貴子
10. 黙殺（1992年7月2日放送）
原案：中崎タツヤ「じみへん」
出演：田中裕二、平泉成、浅野和之、田口浩正、滝沢涼子
11. 声（1992年7月9日放送）
出演: 小須田康人、藤井かほり
12. 道徳（1992年7月16日放送）
出演：入江雅人、西牟田恵、京晋佑、仁藤優子、大高洋夫
13. 乗客（1992年7月23日放送）
出演：西田健、サブ
14. 形態（1992年7月30日放送）
出演：五島悦子、吉田美江
15. 国境（1992年8月13日放送）
出演：大島信一、泉本教子、渡辺哲
16. 鏡（1992年8月20日放送）
出演：相川恵里、田村翔子
17. 啓示（1992年8月27日放送）
出演：松田ケイジ、余貴美子、森下桂、村松克己、藤田哲也
18. 安息（1992年9月3日放送）
出演：ベンガル、大石継太、伊藤真美
19. 路上（1992年9月10日放送）
出演：アルメイダ・ジョアリ、櫻井淳子、寺田千穂、山中由香
20. 真相（1992年9月24日放送）

### 『金曜エンタテイメント 悪いこと』（1998年8月21日放送）
案内人：西村雅彦
1. 止まる
脚本：鈴木勝秀、落合正幸
演出：落合正幸
出演：片平なぎさ、山崎一、あめくみちこ、須永慶
2. 閉ざす
脚本：高山直也
演出：鈴木雅之
出演：三田村邦彦、原千晶、清水章吾、はしのえみ、飛田恵里、斉藤暁
3. 言いません
脚本：高山直也
演出：土方政人
原作：多島斗志之『言いません』（「少年たちのおだやかな日々」所収）
出演：石田えり、高橋一生、小橋めぐみ
4. 汚す
脚本：小川智子
演出：落合正幸
出演：河合美智子、杉本哲太、井田州彦

### 『悪いこと2』（2010年12月1日全国初放送）
1. 灯す
脚本：小川智子
演出：落合正幸
出演：萬田久子、小橋めぐみ、小木茂光、長嶺尚子、阿部聖美、稲垣謙介、阿部真希
2. 言いなさい
原作：多島斗志之『言いなさい』（「少年たちのおだやかな日々」所収）
脚本：高山直也
演出：小椋久雄
出演：かとうれいこ、崎本大海、生瀬勝久、田邊年秋、斉藤由貴
3. 盗む
脚本：相沢友子
演出：小椋久雄
出演：櫻井淳子、菊池麻衣子、宮下直紀、嘉門洋子、津田寛治、まいど豊、並木史朗、あさなぎりん、豊島裕也、阿久津かおり、橋本晴香、佐藤可奈子、井上優里菜、向野澪
4. 面接
脚本：鈴木勝秀
脚本・演出：落合正幸
出演：片平なぎさ、杉本哲太、木村翠、山口みよ子、岡山はじめ

## ネット局
- フジテレビ（制作局）：金曜（木曜深夜）0:40 - 1:10
- 岩手めんこいテレビ：金曜（木曜深夜）0:40 - 1:10[1]
- 山形テレビ[注釈 1]：金曜（木曜深夜）0:40 - 1:10[2]
- 新潟総合テレビ：木曜（水曜深夜）1:30 - 2:00[3]
- 石川テレビ：水曜（火曜深夜）1:25 - 1:55[4]
- テレビ山梨：火曜（月曜深夜）1:30 - 2:00[5]
- 東海テレビ：水曜（火曜深夜）0:55 - 1:25[6]
- 関西テレビ：金曜（木曜深夜）1:00 - 1:30[7]

これ以下は数か月遅れてのネット
- 北海道文化放送：木曜（水曜深夜）1:10 - 1:40[8]
- サガテレビ：木曜（水曜深夜）0:35 - 1:05[9]
- テレビ長崎：金曜（木曜深夜）1:05 - 1:35[10]